# Litobrochia vespertilionis
Litobrochia vespertilionis là một loài thực vật có mạch trong họ Pteridaceae. Loài này được (Labill.) C. Presl mô tả khoa học đầu tiên năm 1836.